# Rudolf Christfreund
Rudolf Christfreund (* im 20. Jahrhundert) war ein deutscher Architekt.

## Leben

Der Leiter des Hochbauamtes war einer der Initiatoren der ab 1967 angebrachten Stadttafeln.

Rudolf Christfreund leitete in der Nachkriegszeit das städtische Hochbauamt Hannover. Nach seinen Entwürfen entstanden in der niedersächsischen Landeshauptstadt Schulbauten sowie das von 1960 bis 1963 errichtete Heizkraftwerk im Stadtteil Linden am Ufer der Ihme in der Spinnereistraße 7–9. Außerdem entstand 1967 nach seinem Entwurf die Neue Kapelle auf dem Stadtfriedhof Ricklingen. Das nach Entwürfen von Werner Dierschke und Rudolf Christfreund 1956 errichtete Schulgebäude der Tellkampfschule steht „als herausragendes Beispiel für das Bauen der Fünfziger Jahre in Hannover“ unter Denkmalschutz. 1960 wurde er in den Deutschen Werkbund berufen.
Christfreund machte sich darüber hinaus verdient um die „Rettung der Herrenhäuser Gärten“ sowie um das Straßenkunstprogramm Hannovers, dessen städtischer Kunstkommission er angehörte.
Am 31. März 1979 trat Christfreund in den Ruhestand.

## Werke (Auswahl)

### Bauten
- bis 1956:
  - Lotte-Kestner-Schule[1]
  - Tellkampfschule am Altenbekener Damm[1] (mit Werner Dierschke)[6]
- bis 1958: Mittelschule I, die spätere Stresemannschule[1]
- ab 1958 – 1961, mit Friedrich Lindau, Siegfried Erlhoff, Rolf Wékel, Walter Hämer, Linda Bluta-Mehmel u. a.:[9] Architektenviertel[10]
- 1960 – 1963, gemeinsam mit Karl Senftleben und Hans-Günter Möller von den Stadtwerken Hannover AG:[2] Turbosatz des 1963 fertiggestellten Heizkraftwerkes am Ihmeufer[1]
- ab 1967: Neue Kapelle als Anschluss an die Alte Kapelle auf dem Stadtfriedhof Ricklingen[11]

### Schriften
- Das System „Schule Hannover“. In: Hannover Hefte aus der Landeshauptstadt, Ausgabe 3/1966, S. 23–25
- Tellkampfschule Hannover. In: DBZ 1960, S. 1080–1082
- Lotte-Kestner-Schule Hannover. In: DBZ 1960, S. 1083–1085